# CONNECT Player
CONNECT Player（コネクトプレーヤー）は、ソニーが開発したメディアプレーヤーソフトである。
対応するオペレーティングシステムはWindows XP・2000。2005年11月に発売されたウォークマンAシリーズに同梱された。

## 概要
CONNECT Playerは、ソニーが打ち出した戦略 CONNECT（コネクト）を実現するソフトウェアとして開発された。音楽CDから取り込んだ楽曲ファイルや、インターネット上の音楽配信サイト Mora（モーラ）より購入した楽曲ファイルなど、パソコン内に置かれた楽曲ファイルを登録し一元管理を行う。また、登録した楽曲をソニーの携帯音楽プレーヤー、ウォークマンへ転送する機能を有している。ウォークマンはCONNECT戦略において、それを実現するハードウェアに位置づけられた携帯音楽プレーヤーシリーズである。このほか特徴的なものとして、楽曲のタイトルやアーティスト名などにふりがなを付与する機能を、ジャストシステムからの技術提供を受けて搭載している。
これまでソニーはウォークマンや音楽配信と連携できるメディアプレーヤーソフトとして、SonicStageを開発し提供してきた。ウォークマンAシリーズの登場と同時に発表されたCONNECT Playerは、既存のSonicStageを置き換えるものと見られていた。しかし、CONNECT Playerは設計上の欠陥を多く有しており、刷新を待つ状態が続いていた。
2006年5月25日、ソニーはCONNECT Player (CP) の名を冠する SonicStage CP の無料配布を開始。CONNECT Playerは刷新されることなく、SonicStageに吸収統合されたかたちとなった。SonicStage CPはアーティストリンクやタグへのふりがなの付与など、CONNECT Player特有であった機能が継承されている。これは以後のSonicStage Vやx-アプリにも引き継がれている。
CONNECT Playerはウォークマン製品に付属されているのみであり、単体で販売・配布されることも無く、完成品に至らず姿を消した。製品のアップデートも2007年11月30日をもって終了した。